# Parafia św. Urszuli Ledóchowskiej we Wronkach
Parafia Świętej Urszuli Ledóchowskiej we Wronkach – rzymskokatolicka parafia we Wronkach, należy do dekanatu wronieckiego. Powstała w 1992. Obecny kościół w budowie od 2000. Mieści się na Osiedlu Borek.